# Корейская традиционная медицина
Корейская традиционная медицина (кор. 한의학?, 韓醫學? Hanuihak или кор. 향약?, 鄕藥? Hyangyak; кит. трад. 韓醫學, упр. 韩医学, пиньинь Hán yīxué; англ. Traditional Korean medicine) — система современных учений и практик, созданная на территории Кореи и развивающаяся под влиянием других видов традиционной восточной медицины. Однако её методы лечения и диагностика имеют не только общие черты, но и существенные отличия от других видов традиционной медицины. Традиционная корейская медицина уходит корнями в доисторические времена.
В медицинской науке и, в частности, в доказательной медицине, традиционная корейская медицина, равно как и китайская, рассматривается как псевдонаучная и основанная на метафизических предпосылках.

## История
Корейская медицина зародилась в древние доисторические времена, по подсчетам это приблизительно 3000 год до н. э.; доказательством этому служат найденные в Хамгён-Пукто, на территории современной КНДР, каменные и костяные иглы. Это старейшая археологическая находка, связанная с акупунктурой. В исторической поэме «Чеван унги» (кор. 제왕운기), полынь и чеснок описываются в качестве «лекарств для внутреннего применения», доказывая тем самым, что лекарственные травы давались в качестве снадобий в Корее. Также известно, что полынь и чеснок не встречаются в древней китайской фитологии, что указывает на то, что корейская традиционная медицина разработала собственные уникальные практики, или же унаследовала их от других культур.
В период Трёх Королевств корейская традиционная медицина находилась под влиянием других традиционных видов медицины, таких, как китайская медицина. Во времена Корё, под влиянием как китайской медицины, корейцы активно исследовали применение местных трав в лекарственных целях, в результате были опубликованы многочисленные книги по местным травам. Медицинские теории в то время были основаны на китайской медицине времён Сун и Юань, но рецепты были основаны на медицине Объединённой Силла́, например медицинский текст Рецепты первой помощи с использованием собственных ингредиентов или «Ханьяк гугыбанг» (кор. 향약구급방?, 鄕藥急救室?), который был опубликован в 1245 году.
Медицина процветала в период Чосон. Книга под названием «Классифицированный сборник медицинских рецептов» (кит. 医 方 类 聚, кор. 의방류취) является одной из наиболее заметных. Её написал Ким Емон (кит. 金 礼 蒙, кор. 김예몽) вместе с другими корейскими врачами с 1443 по 1445 гг. Она включает в себя более 50 тысяч рецептов из 152 медицинских трудов древнего Китая до XV века. Она также включает рецепты из корейской медицинской книги «Краткие рецепты придворных врачей» (кит. 御医 撮要 方, кор. 어의촬요방), которую написал Чхве Чонджун (кит. 崔宗峻, кор. 최종준) в 1226 году. Книга «Классифицированный сборник медицинских рецептов» имеет очень важную исследовательскую ценность, так как хранит содержание многих древних китайских медицинских книг, которые были утеряны в течение длительного времени.
Позже было опубликовано множество книг по медицинским направлениям. Наимболее известны три врача из Чосона, которым приписывают развитие традиционной корейской медицины. Это Хо Джун, Саам и Ли Джема. После японского вторжения в 1592 году, (кор. 동의보감) придворный врач Хо Джун, один из первых видных терапевтов, написал медицинскую книгу Тоны́й пога́м. Эта работа позже интегрирует корейскую и китайскую медицину того времени, оказав большое влияние на китайскую, японскую и вьетнамскую медицину.
Следующим существенным влиянием на корейскую традиционную медицину стала «Теория метаболизма» или «Саса́н Ыйха́к» (кор. 사상 의학). Ли Джема́ в книге «Принцип долголетия в восточной медицине» (кит. 东 医 寿 世 保 元, кор. 동의 수세 보원) систематизировал и упорядочил Теорию метаболизма. Ли Джема понял, что даже если пациент страдает схожей болезнью, пациентам необходимо использовать различные травяные снадобья для лечения одного и того же заболевания в связи с различием в метаболизме у разных людей. В книге классифицируются люди по четырём основным типам (тэ-ян, со-ян, тэ-ым и со-ым) на основе эмоций, доминирующих в их личностях, и разработано лечение для каждого типа. «Сасан Ыйхак» фокусируется на индивидуальных различиях пациентов на основе формы тела и индивидуальных характеристик. Лечить болезнь путём прямого воздействия на основную причину заболевания посредством определения правильного диагноза — ключом к этому в первую очередь является определения типа обмена веществ (метаболизма) каждого пациента.
Следующий признанный лекарь — это Саам, священник-врач, который, как полагают, жил в 16 веке. Хотя многое неизвестно о Сааме, в том числе его настоящее имя и дата рождения, записано, что он учился у знаменитого монаха Самянга. Он разработал систему иглоукалывания, которая использует теорию пяти элементов.
В позднем Чосоне широко был распространён позитивизм. Клинические данные чаще использовались в качестве основы для изучения заболеваний и разработки лечения. Учёные, отвернувшиеся от политики, посвятили себя лечению заболеваний и, как следствие, были основаны новые школы традиционной медицины . Были опубликованы несложные книги по медицине для простолюдинов на хангыле.

### Современное развитие
В связи с увеличением числа корейских иммигрантов, прибывающих в США в последние годы, становится важным для современной медицины осмысление традиционных методов лечения и способов использования корейскими общинами. Исследования показали, что около половины корейских иммигрантов, живущих в США, практикуют в той или иной форме традиционное исцеление хотя бы изредка, часто в сочетании с западными технологиями. Ранее предполагалось, что продолжительное использование традиционных методов якобы связано с недостаточным знакомством с западными привычками среди новых иммигрантов, но опыт показывает, что использование традиционных методов часто продолжается и среди второго и третьего поколения корейских иммигрантов. Предполагается, что причина лежит в культурных различиях касательно медицинских подходов, в лечении всего тела целиком, а не лишь одного из его аспектов или конкретного заболевания. Многие корейские иммигранты высказываются подобным образом и предполагают, что это не только сами американские врачи, но и то, как они относятся к своим пациентам, «далеки» и «оторваны» от духовной основы человеческого тела. Статистический анализ экспериментов лечения более традиционными средствами, включая травяные добавки и акупунктуру, обнаружил, что психическое состояние пациента более расслаблено и его эмоциональное благополучие часто улучшается после лечения более традиционными средствами, по сравнению с западными лекарствами, в случае которых отмечалось некоторое снижение психической и эмоциональной стабильности. Медицинское оборудование на базе гериатрической помощи пользуется успехом в сочетании с традиционной корейской медициной не только у корейских пациентов, но и среди белых людей. Становится ясным для многих медиков в США, что в целях обеспечения благосостояния своих корейских пациентов, включая пациентов пожилого возраста, «новые» методы с использованием традиционных корейских методов не только предпочтительны для больных, но и необходимы для крепкого здоровья (Ким и соавт. 109—119).

## Общие методы лечения

### Фитотерапия
Фитотерапия это наука и практика использования растительного сырья с целью сбалансированного питания, производства медикаментов, или укрепления здоровья. Это могут быть цветы, растения, кустарники, деревья, мох, лишайники, папоротники, водоросли, морские водоросли или грибы. Растение может быть применено полностью или лишь его отдельные части. В каждой культуре или медицинской системе бывают различные практикующие: профессиональные и травники и травники-любители, собиратели трав, и изготовители снадобий.
Лекарства могут быть представлены в различных формах, включая свежие, сушеные, целые или нарезанные. Травы могут сцеживаться, настаиваться и отвариваться. При настойках хорошо использовать, например, ромашку или мяту, различные цветы, листья и сухие травы. Для приготовления отваров можно использовать шиповник, кору корицы, корень солодки, состоящие из ягод, плодов, семян, коры и корней. Все это можно хранить в виде сиропов, похожих на растительный глицерин, или смешать с медом. И то и другое имеют сладкий вкус и отсутствие алкоголя в них делает их более подходящим выбором для детей. Сушеные и замороженные травы можно хранить в натуральном виде, в виде таблеток, ромбовидной пастилы, пасты и капсул. Жидкость и сильные экстракты с более густой консистенцией, как правило, работают быстрее и дают лучшие результаты.
Травы для наружного применения могут быть в виде кремов, ванн, масел, мазей, гелей, дистиллированной воды, припарок, компрессов, примочек, паров, вдыхаемого дыма и ароматических эфирных масел.
Многие травники критически рассматривают самолечение и прямое вмешательство пациента в лечебный процесс, учитывая его интеллектуальное, эмоциональное, физическое и духовное действие. Различные методы преподносятся по-разному в зависимости от фитотерапевтических традиций того или иного региона. Природные средства не обязательно являются безопасными, особое внимание должно быть уделено при определении качества, дозировки, просчету возможных последствий, и любому взаимодействию с другими травяными препаратами. (Микоззи 164—167).
Примером фитотерапии могут служить лекарственные грибы с использованием их в пище и в виде чая. Клинические исследования и эксперименты на животных и клетках показали, что грибы могут быть в состоянии регулировать аспекты иммунной системы. Популярным грибом, используемым в корейской медицине, является Phellinus linteus также известный как Сон-ген.

### Иглоукалывание
Иглы используются для лечения заболеваний путём кровопускания и стимулирования определённых точек на теле человека и животных. Иглы втыкаются в определённые акупунктурные точки тела. Иглоукалывание увеличивает поток жизненной энергии (также известной как «ци») вдоль путей (называемых меридианами). Акупунктурные точки могут стимулироваться с использованием различных методов, начиная от втыкания и кровопускания иголочками, заканчивая прижиганием. Акупунктурные точки могут также стимулироваться при помощи лазера, массажа, и электрических средств (Пиццорно 243).

### Прижигание
Прижигание — это техника, осуществляемая при помощи горящей «палочки» полыни (полынной сигары). Она помещается над кожей так, чтобы тепло от неё воздействовало на нужный участок тела. «Палочка» горящей полыни обычно размещается над акупунктурной точкой для стимуляции циркуляции жизненной энергии (Ци).

### Медитация
Медитация является самостоятельной практикой для расслабления и успокоения ума и тела. Она известна тем, что успокаивает ум, смягчает боль и помогает снизить кровяное давление и уменьшить беспокойство. Методы включают концентрирование на одном слове или мысли в течение определённого периода времени. Некоторые рекомендуют сосредоточиться на дыхании, звуке или мантре, но все они имеют общую цель успокоения ума таким образом, чтобы внимание было направлено внутрь себя (Роджерс 293).